# Martí Riverola
Marti Riverola Bataller (26 januari 1991) is een Spaans voetballer die als middenvelder speelt.

## FC Barcelona
Riverola kwam op achtjarige leeftijd bij de jeugdopleiding van FC Barcelona. In het seizoen 2008/2009 won Riverola met de Juvenil A, het hoogste jeugdelftal van de club, de regionale groep van de División de Honor en de Copa de Campeones. In 2009 werd hij reserve-aanvoerder van het team achter Carles Planas. In het seizoen 2009/2010 speelde Riverola afwisselend voor de Juvenil A en Barça Atlètic, het tweede elftal van FC Barcelona. In november 2009 debuteerde hij tegen RCD Espanyol B in de Segunda División B. Mede door zijn dertien competitiedoelpunten prolongeerde Riverola met de Juvenil A in het seizoen 2009/2010 met succes de regionale titel. Vanwege geringe speelkansen bij het tweede elftal van FC Barcelona vertrok Riverola in januari 2011 op huurbasis naar Vitesse. Vanaf het seizoen 2011/2012 kwam hij weer uit voor FC Barcelona. Op 6 december 2011 speelde hij zijn enige wedstrijd voor het eerste team als invaller in de UEFA Champions League-wedstrijd tegen BATE Borisov. 

## Verdere loopbaan
In 2012 stapte Riverola over naar Bologna FC 1909. Die club verhuurde hem aan RCD Mallorca en SC Rheindorf Altach. Na periodes bij US Foggia en AC Reggiana 1919, keerder de middenvelder in 2018 terug naar Spanje, waar hij bij UD Ibiza ging spelen. In 2019 werd Riverola gecontracteerd door FC Andorra.

## Statistieken
| Seizoen | Club                  | Land       | Competitie           | Duels | Goals |
| ------- | --------------------- | ---------- | -------------------- | ----- | ----- |
| 2010/11 | Barcelona B           | Spanje     | Liga Adelante        | 04    | 0     |
| 2010/11 | → Vitesse             | Nederland  | Eredivisie           | 015   | 02    |
| 2011/12 | Barcelona B           | Spanje     | Liga Adelante        | 032   | 05    |
| 2012/13 | Bologna FC 1909       | Italië     | Serie A              | 01    | 0     |
| 2013/14 | → RCD Mallorca        | Spanje     | Segunda División A   | 015   | 01    |
| 2014/15 | → SC Rheindorf Altach | Oostenrijk | Bundesliga           | 04    | 0     |
| 2015/16 | US Foggia             | Italië     | Serie C              | 026   | 02    |
| 2016/17 | US Foggia             | Italië     | Serie C              | 016   | 01    |
| 2016/17 | AC Reggiana 1919      | Italië     | Serie C              | 010   | 0     |
| 2017/18 | AC Reggiana 1919      | Italië     | Serie C              | 034   | 03    |
| 2018/19 | UD Ibiza              | Spanje     | Tercera División     | 16    | 0     |
| 2019/20 | FC Andorra            | Spanje     | Segunda División - B | 26    | 1     |
| 2020/21 | FC Andorra            | Spanje     | Segunda División - B | 25    | 1     |
| Totaal  | Totaal                | Totaal     | Totaal               | 224   | 16    |